# Édouard Yves
Édouard Émile Gustave Yves fue un deportista belga que compitió en esgrima, especialista en las modalidades de florete y sable.
Participó en tres Juegos Olímpicos de Verano, obteniendo una medalla de bronce en Londres 1948 en la prueba por equipos. Ganó cuatro medallas en el Campeonato Mundial de Esgrima entre los años 1930 y 1951.

## Palmarés internacional
| Juegos Olímpicos   | Juegos Olímpicos      | Juegos Olímpicos  | Juegos Olímpicos    |
| Año                | Lugar                 | Medalla           | Prueba              |
| ------------------ | --------------------- | ----------------- | ------------------- |
| 1948               | Londres (Reino Unido) | Medalla de bronce | Florete por equipos |
| Campeonato Mundial |                       |                   |                     |
| Año                | Lugar                 | Medalla           | Prueba              |
| 1930               | Lieja (Bélgica)       | Medalla de bronce | Florete por equipos |
| 1947               | Lisboa (Portugal)     | Medalla de plata  | Sable por equipos   |
| 1947               | Lisboa (Portugal)     | Medalla de bronce | Florete por equipos |
| 1951               | Estocolmo (Suecia)    | Medalla de bronce | Sable por equipos   |